# Драгољуб Пурлија
Драгољуб Пурлија је црногорски бубњар, бивши члан групе Но нејм, са којом је песмом Заувијек моја представљао Србију и Црну Гору на Евровизији 2005. године и заузео 7. место у конкуренцији 39 земаља.

## Биографија

### Почеци
Рођен је 16. октобраа 1985. године у Бару, као друго дете у породици оца Перице (музичар) и мајке Слободанке (записничар). Има старију сестру Ивану. Има супругу Снежану,ћерке Андреу и Ивону.Похађао је Основну школу „Југославија“ у Бару. Завршио је Средњу Туристичку школу, а 2001. године почео да се бави музиком и 14. марта 2002. године основао свој први бенд по имену Тренд, који је био активан до 2004. године.

### Врхунац каријере, Но нејм и Евровизија
Драгољуб је био стални члан (бубњар) групе Но нејм, од  19. јула 2004. године, па све до распада 2008 године.
2005. са групом, доживљује успех каријере када песмом Заувијек моја победе на Монтевизији, а потом и на Европесми 2005.На Евровизији група Но Нејм осваја високо 7. место у конкуренцији 39 земаља, успева да покупи многе симпатије по Европи и награду за најбољу композицију. Исте године на Сунчаним скалама награђен је принчевом наградом.
Године 2006, такође са групом Но нејм, појављује се на избору за представника Србије и Црне Горе на Песми Евровизије 2006. са песмом Моја љубави. Године 2007. с групом Но нејм и песмом Постеља од леда, осваја 3. место на Будванском фестивалу и добија награду за интерпретацију. Група се 2008. године радформирала.

### Након распада бенда
Након распада Но нејма, Драгољуб почиње сарадњу са многим бендовима и пјевачима као што су :
- Фри Џек - 2008.
- Нуклеар Мама - 2009—2010.
- Драгољуб Ђуричић - 2010.
- Секси вери мач - 2010—2011.
- Саунд плеит бенд - 2011—2018.
- Милф Хaнтерс- Фебруар 2014- октобар 2015.
- Данијел Алибабић- 2012, 2014, 2015, 2018, 2020.
- Бане Недовић - 2017—2019.
- Јадранка Барјактаровић - март 2019. године — данас[3][4][5][6] title=

## Песме
Као члан групе Но нејм:
- За тебе и мене (2004)
- Закуни се (2004)
- Заувијек моја (2005)
- Моја љубави (2006)
- Кад будемо заједно (2006)
- Моја мала са Бојаном Атанасовском-Скендеровски (2007)
- Постеља од леда (2007)
- Кад кажеш не (2007)